# Sommersbach (Isny)
Sommersbach ist ein Wohnplatz in der Stadtteilgemarkung Beuren von Isny im Allgäu im baden-württembergischen Landkreis Ravensburg.

## Geographie
Der Ort liegt etwa vier Kilometer nordwestlich des Stadtgebiets von Isny im Allgäu. Westlich von Sommersbach fließt Untere Argen.

## Geschichte

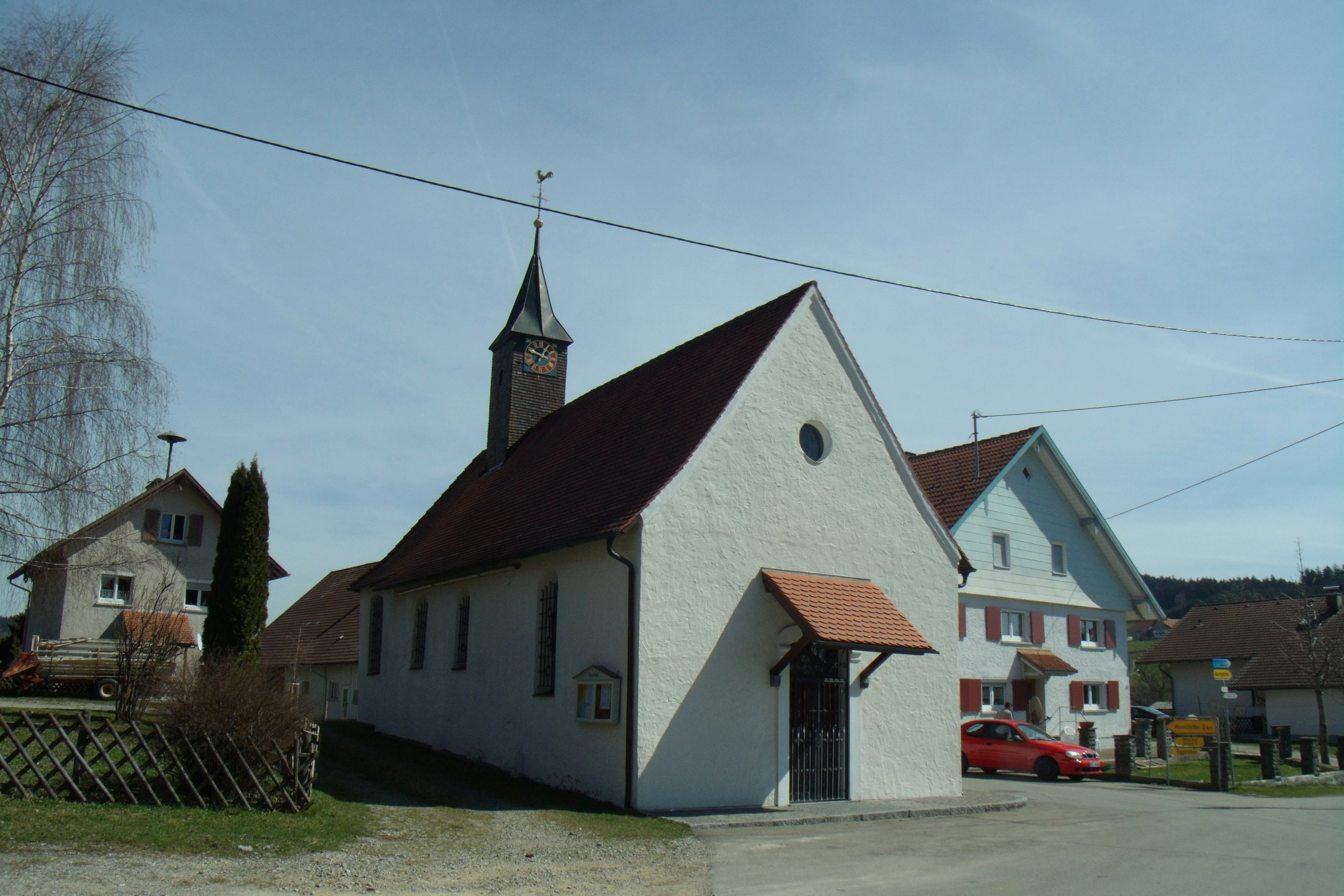
Kapelle Eulogius

Die heutige Siedlung entstand vermutlich im 8./9. Jahrhundert. Sommersbach wurde erstmals urkundlich im Jahr 1152 als Sumerspách erwähnt. Im Jahr 1169 wurde die Ortschaft nochmals als Sumerisbach erwähnt. Die Besitzungen im Ort waren Eigengüter der Bauern sowie Fallehengüter der Herrschaft Sommersbach und des Klosters Isny. Die Kapelle Sankt Eulogius wurde 1728 erbaut und 1976 renoviert. Im Jahr 1803 fand die Vereinödung Sommersbachs statt, wodurch die Ortsteile Greut, Hesler, Maxbauer und Sommersbacher Mühle entstanden.

### Burg Sommersbach
Die Burg Sommersbach befand sich nördlich von Sommersbach. Die Adelsfamilie der Herren von Sommersbach waren Ministerialen der Grafen von Veringen. Sie wurden in den Jahren 1169 und 1171 erwähnt. Die Burg wurde im 12. Jahrhundert erbaut und bestand aus einem Burgstall mit breitem Halsgraben sowie im Süden und Westen einem bogenförmigen Flankierungswall. Westlich der Burg befand sich an der Unteren Argen die Burgmühle, die erstmals im Jahr 1432 erwähnt wurde.